# Панкан
Панкан (кит.: 邦康; піньїнь: Bāngkāng, ва: Bangkum), до 1999 року місто називалося Пансан (кит.: 邦桑; піньїнь: Bāngsāng) — місто на сході штату Шан у М'янмі. Розташоване у заплаві річки Нам Гка поблизу кордону з китайською провінцією Юньнань. Панкан є адміністративним центром округу Матман.

## Історія
Панкан де-факто є столицею невизнаної держави Ва, хоча офіційно столицею особливої території Ва є місто Гопан. Панкан знаходиться під контролем Об'єднаної армії держави Ва, військового крила Об'єднаної партії держави Ва, що сформовалась після розпаду Комуністичної партії Бірми (КПБ) в 1989 році.

## Економіка
У місті готелі, магазини, супермаркет, караоке-бари, боулінг, і цілодобове казино. Харчові продукти імпортуються переважно з Китаю. Поширена контрабанда з Таїланду. Регіон навколо міста здавна відомий вирощуванням опіумного маку. Проте 2005 року уряд оголосив, що регіон вільний від виробництва наркотиків.